# Rue Pleyel (Saint-Denis)
Pour les articles homonymes, voir Rue Pleyel.
La rue Pleyel est une voie publique de La Plaine Saint-Denis.

## Situation et accès

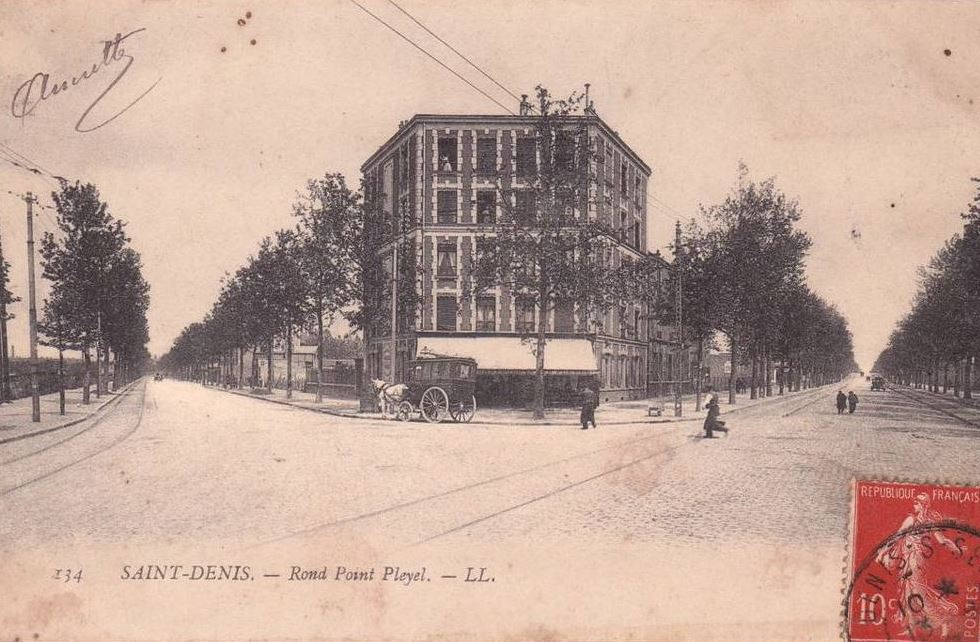
Saint-Denis, rond-Point Pleyel.

Elle part du carrefour Pleyel, croise notamment le boulevard d'Ornano et la rue Francisque-Poulbot, et rejoint la rue du Landy, au-delà de laquelle elle sert de limite communale avec Saint-Ouen-sur-Seine, et prend le nom de rue du Chemin-de-fer (rue des Poissonniers côté audonien). C'est en effet un tronçon de l'ancien chemin des Poissonniers qui contournait le cimetière parisien de Saint-Ouen, désormais en impasse.

## Origine du nom
La rue Pleyel doit son nom à l'usine qui fabriquait les célèbres pianos Pleyel dont les ateliers se trouvaient à l'angle du boulevard Anatole-France et de la rue Pleyel. L'usine à aussi donné son nom à l'ensemble du quartier et au carrefour.

## Historique
Le croisement avec la rue du Landy est représenté sur le plan de Delagrive de 1740 par un poteau de seigneurie, marquant les limites de la Justice seigneuriale.

## Bâtiments remarquables et lieux de mémoire
- Commissariat général à l'égalité des territoires[2]
- Depuis 2012, locaux du journal L'Humanité[3].
- Les ateliers de pianos Pleyel se trouvaient à l'angle du boulevard Anatole-France et de la rue Pleyel.